# Star Wars: Republic Commando
Star Wars: Republic Commando – strzelanka pierwszoosobowa, rozgrywająca się w świecie Gwiezdnych wojen. Wyprodukowana i wydana przez LucasArts w 2005 roku. Gra wykorzystuje silnik Unreal Engine 2.
Gracz wciela się w rolę członka elitarnego oddziału komandosów, działających pod egidą Starej Republiki, którzy będą mieli do wykonania szereg niebezpiecznych misji na Geonosis, Kashyyyk i RAS Prosectour – zaginionym statku Republiki.
Gra wymaga od gracza nie tylko umiejętności bojowych, ale także taktyki i zdolności szybkiego podejmowania decyzji. W skład oddziału wchodzą Delta 62 Scorch – specjalista od materiałów wybuchowych, Delta 40 Fixer – doświadczony haker i Delta 07 Sev – snajper.

## Fabuła
Na początku gry, Delta Squad zostaje wysłany osobno z pokładu RAS Prosecutor na linie walk bitwy o Geonosis. Na miejscu Delta RC-1138 ("Boss", postać gracza) spotyka się z Delta RC-1262, RC-1140 i RC-1207 ("Scorch", "Fixer" i "Sev"). Delta-38 został wybrany, by dowodzić tej jednostce i kieruje oddziałem podczas misji likwidacji geonosiańskiego przywódcy, Sun Faca. Po wykonaniu zadania, Delta Squad niszczy fabrykę droidów znajdującą się pod kwaterą Sun Faca oraz wyłącza zasilanie dział przeciwlotniczych siejących spustoszenie wśród sił powietrznych Republiki. Następnie oddział dostaje się na pokład uszkodzonego statku-bazy, z którego wykradają kody startowe, zapobiegając tym samym wycofaniu się floty Separatystów i dokonując brawurowej ucieczki na parę sekund przed eksplozją statku.